# Viticoltura nelle Marche
(Roberto Potentini)
La viticoltura nelle Marche è l'insieme delle attività di coltivazione di uva e produzione di vino svolte nella regione.

## Storia
La viticoltura nelle Marche risale al X secolo a.C.. Tra l'VIII e VII secolo a.C. si fondano due città importanti (Ancona e Piceni). Nell'VI e XIII secolo d.C., nelle Marche ci furono presenze di abbazie e di monaci e presso di loro ci fu una piccola vigna. Ai monaci si deve il tramandarsi delle tecniche vitivinicole, per migliorare il prodotto. Il vino, non era solo una bevanda per il Clero, anzi era anche per altre persone. Nello stato del Pontificio e del Regno d'Italia, ci fu l’Oidio, la Peronospora e la Fillossera e dovettero passare circa quarant’anni prima che venissero trovate le soluzioni. I contadini, finita la prima Guerra Mondiale, si impegnarono a migliorare la produttività, con le nuove tecnologie. Nel 1953, ad opera della cantina Fazi Battaglia, venne creata una bottiglia a forma di anfora che assomiglia al Verdicchio.

## Vitigni

### Autoctoni
| Vitigno           | Bacca  | Descrizione | Immagine |
| ----------------- | ------ | ----------- | -------- |
| Biancame          | Bianca |             |          |
| Incrocio Bruni 54 | Bianca |             |          |
| Lacrima           | Nera   |             |          |
| Maceratino        | Bianca |             |          |
| Montepulciano     | Nera   |             |          |
| Pecorino          | Bianca |             |          |
| Sangiovese        | Nera   |             |          |
| Verdicchio        | Bianca |             |          |
| Vernaccia nera    | Nera   |             |          |

### Alloctoni
- Chardonnay
- Merlot
- Cabernet sauvignon

## Vini

### DOCG
- Conero prodotto nella provincia di Ancona (già "Rosso Conero riserva")
- Offida (bianco e rosso) prodotto nella provincia di Ascoli Piceno
- Verdicchio dei Castelli di Jesi riserva prodotto in provincia di Ancona e Macerata
- Verdicchio di Matelica riserva (bianco) , prodotto nei comuni vicini a quello di Matelica nelle provincie di Ancona e Macerata
  - Verdicchio di Matelica passito
  - Verdicchio di Matelica spumante
- Vernaccia di Serrapetrona, prodotto nella provincia di Macerata
  - Vernaccia di Serrapetrona spumante

### DOC
- Bianchello del Metauro prodotto nella provincia di Pesaro-Urbino
- Colli Maceratesi prodotto nella provincia di Macerata
  - Colli Maceratesi bianco
- Colli Pesaresi prodotto nella provincia di Pesaro. Accompagnata o no dalle sottozone:  Focara (per tipologie: rosso,  Pinot nero),  Parco Naturale Monte San Bartolo per tipologie:  Sangiovese, Cabernet sauvignon), Roncaglia (per tipologie:  bianco, Pinot nero). Consentito: l'uso della menzione Vigna
  - Colli Pesaresi bianco
  - Colli Pesaresi Focara rosso
  - Colli Pesaresi novello
  - Colli Pesaresi Roncaglia bianco
  - Colli Pesaresi rosso
- Esino prodotto nelle province di Ancona e Macerata
  - Esino bianco
  - Esino frizzante
  - Esino novello
  - Esino rosso
- Falerio dei Colli Ascolani prodotto nella provincia di Ascoli Piceno
- I Terreni di Sanseverino prodotto nella provincia di Macerata
- Lacrima di Morro o Lacrima di Morro d'Alba prodotto nella provincia di Ancona
- Rosso Conero prodotto nella provincia di Ancona
- Pergola prodotto nel comune di Pergola e in alcuni confinanti
- Rosso Piceno prodotto nelle province di Ancona, Ascoli Piceno e Macerata
  - Rosso Piceno novello
  - Rosso Piceno superiore
- San Ginesio
- Verdicchio dei Castelli di Jesi accompagnata o no dalla sottozona:classico, consentito: l'uso delle indicazioni geografiche aggiuntive; prodotto nelle province di Ancona e Macerata
  - Verdicchio dei Castelli di Jesi classico
  - Verdicchio dei Castelli di Jesi classico superiore
  - Verdicchio dei Castelli di Jesi passito
  - Verdicchio dei Castelli di Jesi spumante
- Verdicchio di Matelica prodotto nelle province di Ancona e Macerata

### IGT
- Marche (Bianco nelle tipologie normale e Frizzante; Rosato nelle tipologie normale e Frizzante; Rosso nelle tipologie normale, Frizzante e Novello) prodotto nell'intero territorio della regione Marche.